# لیشنیتسه (ناحیه وستی ناد اورلیتسی)
لیشنیتسه (به چکی: Líšnice) یک منطقهٔ مسکونی در جمهوری چک است که در ناحیه اوستی ناد اورلیتسی واقع شده‌است. لیشنیتسه ۱۱٫۴۹ کیلومتر مربع مساحت و ۷۷۹ نفر جمعیت دارد و ۴۳۰ متر بالاتر از سطح دریا واقع شده‌است.